# Carr's Bay
Carr's Bay är en vik i Montserrat (Storbritannien). Den ligger i parishen Saint Peter, i den norra delen av Montserrat.